# Vojtěch Hadaščok
Vojtěch Hadaščok est un footballeur tchèque né le 8 janvier 1992 à Opava. Il évolue au poste d'attaquant au FK Příbram.

## Biographie
Vojtěch Hadaščok est finaliste du championnat d'Europe des moins de 19 ans 2011 avec l'équipe de Tchéquie des moins de 19 ans.

## Carrière
- 2011-201. : Slovan Liberec ( République tchèque)
  - 2012 : Hradec Králové ( République tchèque)
  - 2014-201. : Viktoria Žižkov ( République tchèque)

## Palmarès
- Champion de Tchéquie en 2012 avec le Slovan Liberec
- Finaliste du championnat d'Europe des moins de 19 ans 2011 avec l'équipe de Tchéquie des moins de 19 ans